# 瞿晟
瞿晟（1512年—1561年），字景明，號蓮川，湖廣黃州府蘄州黃梅縣人，官籍，明朝政治人物。

## 生平
嘉靖二十八年（1549年）己酉科湖廣鄉試第八十八名舉人。嘉靖三十二年（1553年）中式癸丑科會試第三百八十一名，二甲第五十五名進士。户部观政，授户部陕西司主事，监兑江西，升员外、山西司郎中，三十八年（1559年）官至直隶广平府知府，遷遼東行太僕寺卿，未赴任，嘉靖四十年卒于广平，享年四十九。

## 家族
曾祖瞿子暹；祖父瞿璽；父瞿廷桂，母王氏。弟瞿星（舉人）、瞿昉、瞿昇、瞿顯，瞿易。